# Диртутьевропий
Диртутьевропий — бинарное неорганическое соединение
европия и ртути
с формулой EuHg2,
кристаллы.

## Получение
- Сплавление стехиометрических количеств чистых веществ:

{\displaystyle {\mathsf {Eu+2Hg\ {\xrightarrow {T}}\ EuHg_{2}}}}

## Физические свойства
Диртутьевропий образует кристаллы
гексагональной сингонии,
пространственная группа P 6/mmm,
параметры ячейки a = 0,4970 нм, c = 0,3705 нм, Z = 1,
структура типа диборида алюминия AlB2
.